# Villenkolonie Pasing II

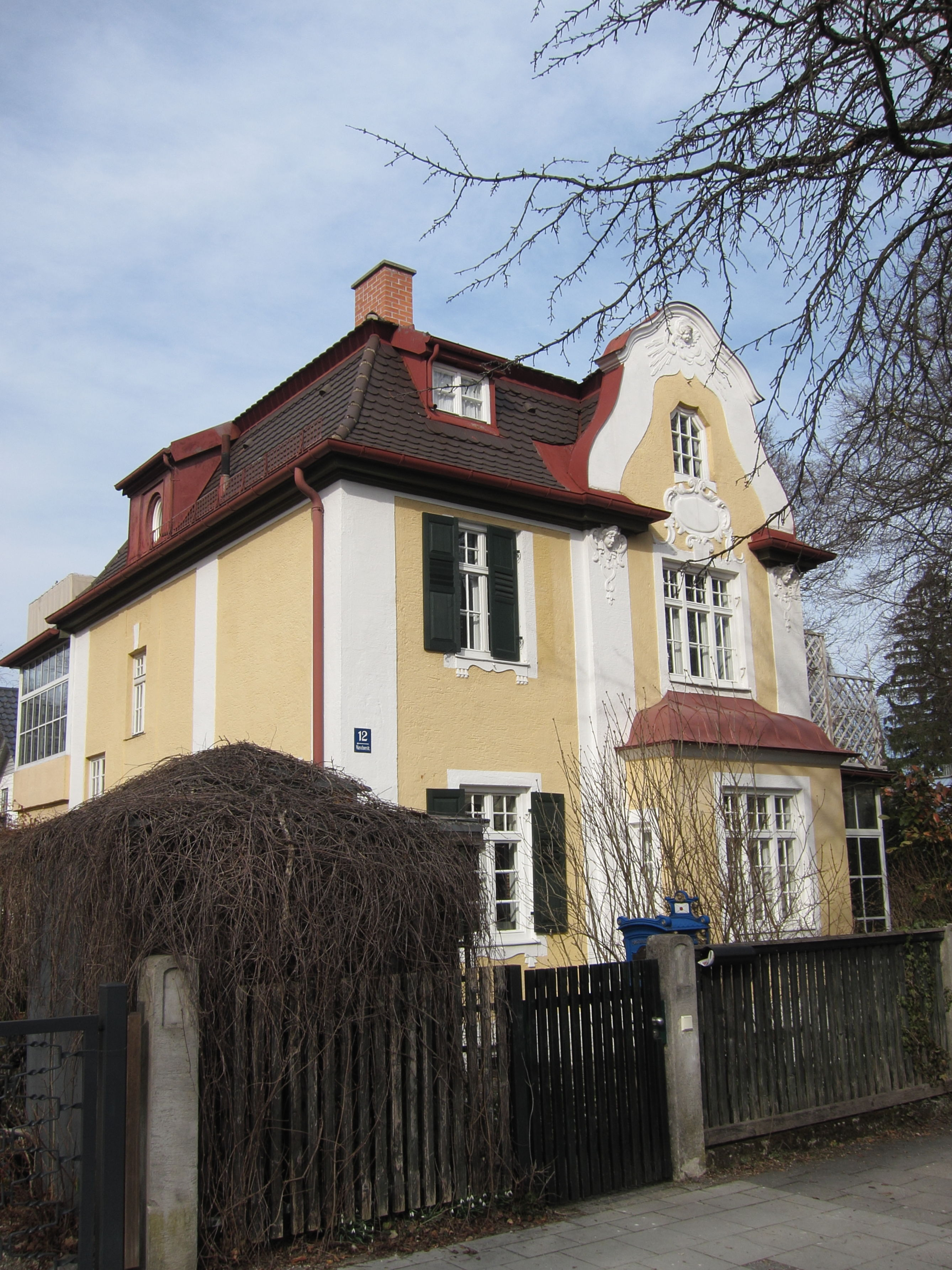
Haus Marschnerstraße 12

Die Villenkolonie Pasing II ist eine Einfamilienhauskolonie in München-Pasing. Sie wurde nach dem Modell einer Gartenstadt im Anschluss an die Villenkolonie Pasing I errichtet.

## Geschichte
Auch die Idee zur Villenkolonie Pasing II westlich der Würm kam von August Exter, jedoch scheiterte er an der Planung. Im Jahr 1897 gab Exter sein Baugeschäft auf und zog sich schrittweise von der Architektentätigkeit zurück. Entgegen der vielfach wiedergegebenen Vermutung, Exter habe auch die Villenkolonie Pasing II errichtet, ging das besagte unbebaute Grundstück 1899 in den Besitz der Terraingesellschaft Neu-Westend AG über. Mehrheitsaktionär war das von Georg Speyer geführte Frankfurter Bankhaus Lazard Speyer-Ellissen. Die Erschließung des Areals erfolgte durch die Terraingesellschaft. Exters Schulden bei der Stadt Pasing wurden von der königlichen Filialbank übernommen. Bis 1900 wurden 90 Häuser erbaut, dann stagnierte der Baufortschritt jedoch. 1929 waren 106 Häuser im Bau für die mehrere hundert erste Anfragen vorlagen.
Die Siedlung mit zahlreichen denkmalgeschützten Gebäuden erstreckt sich heute von der Bahnlinie im Süden und Westen bis zur Würm im Osten und der Bergsonstraße im Norden.

## Straßen
In Klammern ursprüngliche Bezeichnung:
- Alte Allee (Langwieder Straße)
- Apfelallee (III. Apfelallee)
- Barystraße (Kleiststraße)
- Hofmillerstraße (IV. Apfelallee)
- Lützowstraße (II. Apfelallee)
- Mark-Twain-Straße (Kirchenstraße)
- Marschnerstraße (Riemerschmidstraße)
- Pippinger Straße (die Pippinger Straße gab es bereits vor dem Entstehen der Villenkolonie Pasing II, die Straße wurde teilweise im Rahmen der Villenkolonie bebaut)
- Rembrandtstraße (I. Apfelallee)
- Rubensstraße (V. Apfelallee)